# Robert Guillaume
Robert Guillaume, właśc. Robert Peter Williams (ur. 30 listopada 1927 w Saint Louis, zm. 24 października 2017 w Los Angeles) – amerykański aktor filmowy, telewizyjny i głosowy.

## Filmografia

### Filmy
- 1966: Porgy in Wien
- 1980: Jak ze starych czasów jako Fred
- 1987: Poszukiwany żywy lub martwy jako Philmore Walker
- 1994: Stare wygi jako Robert Smith
- 1998: Ochroniarz w spódnicy jako Garrett
- 2012: Columbus Circle jako Howard Miles

### Seriale
- 1968: Julia jako Robert Barron
- 1977: Statek miłości jako Frank Belloque
- 1994: Dotyk anioła jako sędzia Dawes
- 2002: 8 prostych zasad jako Cody Grant
- 2004: Century City jako sędzia

### Głosy
- 1994: Król lew jako Rafiki
- 1998: Król lew II: Czas Simby jako Rafiki
- 2001: Pradawny ląd 8: Wielki chłód jako pan Thicknose
- 2002: Przygody Tomcio Palucha i Calineczki jako Ben

## Nagrody i nominacje
Został nominowany do nagrody Satelity, nagrody Aktora, trzykrotnie do nagrody Złotego Globu, czterokrotnie do nagrody Emmy a także dwukrotnie otrzymał nagrodę Emmy. Posiada również swoją gwiazdę na Hollywoodzkiej Alei Gwiazd.